# Boheems-Moravisch voetbalelftal (mannen)
Het Boheems-Moravisch voetbalelftal was een team van voetballers het Protectoraat Bohemen en Moravië vertegenwoordigde in internationale wedstrijden. Het elftal ontstond toen Slowakije zich in 1939 onafhankelijk maakte van Tsjecho-Slowakije. Door de uitbraak van de Tweede Wereldoorlog speelden ze echter enkel wedstrijden tussen mei en november 1939.

## Wedstrijden
| datum            | plaats    | land                 | uitslag | land               |                                   |
| ---------------- | --------- | -------------------- | ------- | ------------------ | --------------------------------- |
| 14 mei 1939      | Berlijn   | Duits bondselftal    | 3 – 3   | Bohemen en Moravië | officieuze wedstrijd              |
| 18 mei 1939      | Stuttgart | Duits bondselftal    | 1 – 1   | Bohemen en Moravië | officieuze wedstrijd              |
| 21 mei 1939      | Wenen     | Ostmarks bondselftal | 7 – 1   | Bohemen en Moravië | officieuze wedstrijd              |
| 24 mei 1939      | Dortmund  | Duits bondselftal    | 2 – 2   | Bohemen en Moravië | officieuze wedstrijd              |
| 27 augustus 1939 | Praag     | Bohemen en Moravië   | 7 – 3   | Joegoslavië        | officiële interland voor Tsjechië |
| 22 oktober 1939  | Praag     | Bohemen en Moravië   | 5 – 5   | Ostmark            | officiële interland voor Tsjechië |
| 12 november 1939 | Breslau   | Duitsland            | 4 – 4   | Bohemen en Moravië | officiële interland voor beide    |

## Bekende oud-spelers
- Josef Bican
- Jaroslav Burgr
- Oldřich Nejedlý
- Vlastimil Kopecký
- Antonín Puč